# Oscar Clark
Oscar Castelo Branco Clark (Parnaíba, 24 de abril de 1890 — Rio de Janeiro, 18 de janeiro de 1948) foi um médico, escritor e professor Brasileiro.
Oscar Clark ocupou a Cadeira 13 da Academia Nacional de Medicina, é patrono da cadeira 54 da Academia de Medicina do Estado do Rio de Janeiro.

## Biografia

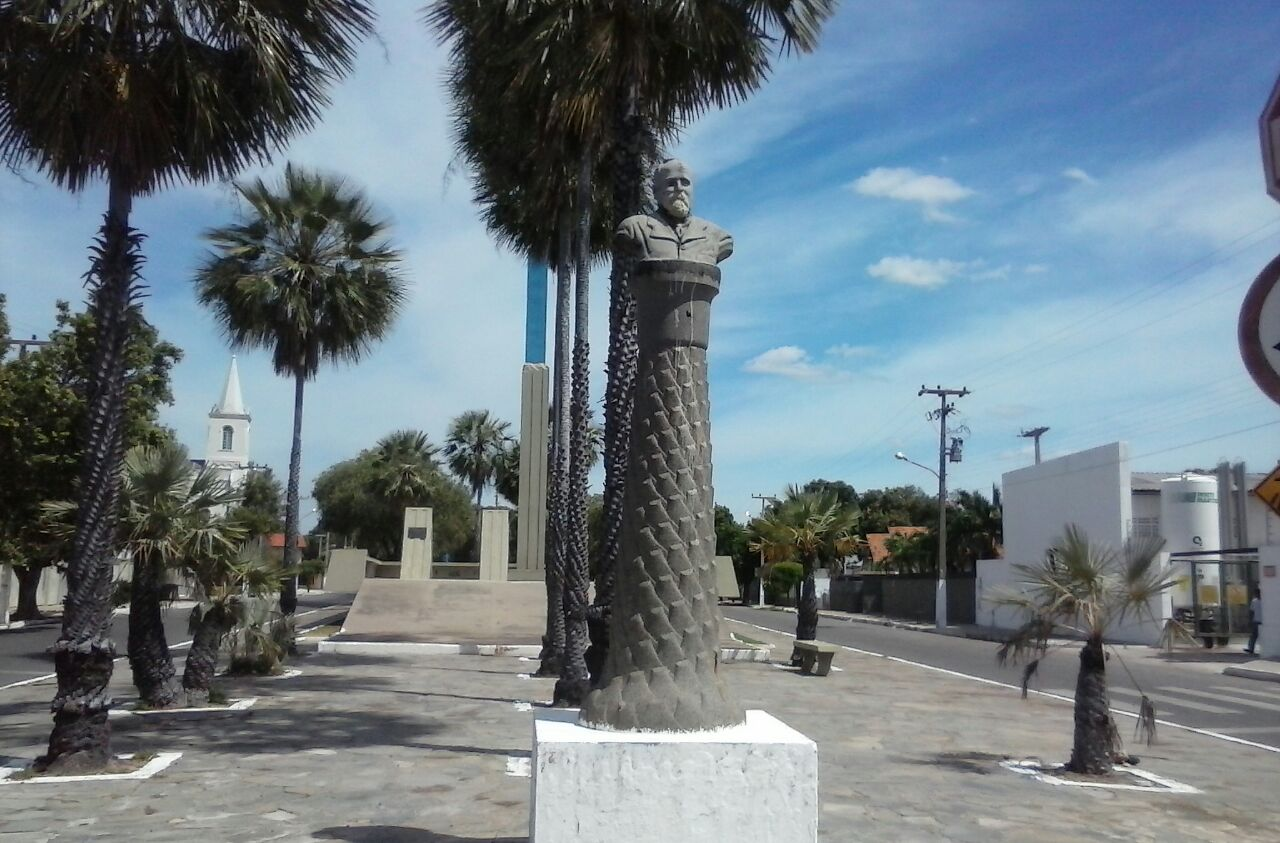
Monumento em forma de carnaúba com o busto de James Frederik Clark, pai de Oscar Clark

Filho do inglês James Frederick Clark e da brasileira Ana Castelo Branco Clark, neto de Antônio Borges Leal Castelo Branco, nasceu em Parnaíba, no Piauí. Formou-se pela Faculdade de Medicina do Rio de Janeiro em 1910, apresentando a tese intitulada “Enucleação transvesical da próstata”.
No ano de 1914, assumiu o cargo de Médico Adjunto na Beneficência Portuguesa do Rio de Janeiro, e em 1919 se tornou professor substituto de Clínica Médica na mesma instituição.
Criou, em 1934, o primeiro Escola-Hospital, obra social filantrópica, cujo nome era Clínica Escolar Oscar Clark, hoje conhecida como Centro Municipal de Reabilitação Oscar Clark, que se encontra no bairro do Maracanã, no Rio de Janeiro. Em 1939, inaugurou o primeiro Escola-Hospital José de Mendonça (nome em homenagem ao seu filho), em Araruama, no Estado do Rio de Janeiro.
Foi casado com Lucy de Mendonça com quem teve dois filhos: José de Mendonça Clark e James Frederico de Mendonça Clark.

## Obras publicadas
- Política Hospitalar Moderna, 1937
- Remédios, fatores de civilização, 1938
- O Século da Criança, 1940
- O Problema dos Campos de Saúde, 1946

## Homenagens e dedicações
- Oscar foi homenageado pela cidade do Rio de Janeiro, ao dedicarem seu nome ao Centro Municipal de Reabilitação Oscar Clark.
- Existe uma escola chamada Escola Estadual Oscar Clark em Araruama.[4]
- Há ruas com o nome de Oscar Clark em Araruama, Rio de Janeiro e Parnaíba.